# 达尔扎沃德修船中心

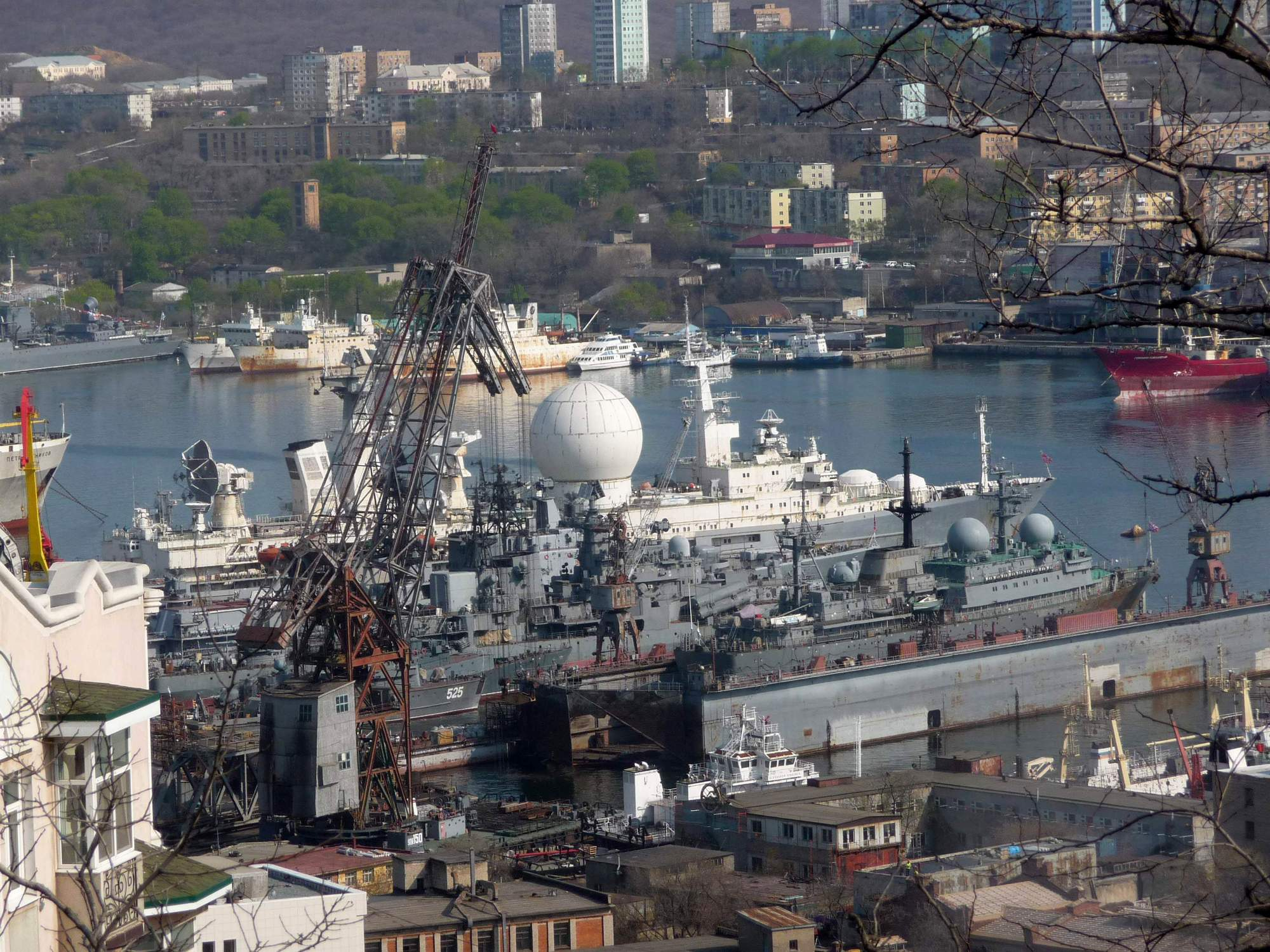
Dalzavod

达尔扎沃德（俄语：Центр судоремонта "Дальзавод"，羅馬化：Dalzavod，意译为“远方工厂”）是俄罗斯符拉迪沃斯托克的一家船厂。现称“达尔扎沃德船舶修理中心”，位于金角湾北岸。2012年合并达尔扎沃德控股公司与第一七八船厂而成。隶属于联合造船集团远东造船及修船中心。2014年有2400名工人。

## 历史
1887年10月14日（旧历），为使符拉迪沃斯托克海港的舰船修造保持战斗备航状体，成立了火炮与鱼水雷工厂。后成为机械厂。1905年~1910年投产。1919年，机械厂分为两部分：达尔扎沃德工厂与索夫托格弗罗德工厂。1932年，随着组建苏联远东海军，索夫托格弗罗德工厂搬迁到海军军港并成为总军港工厂，1949年改称一七八厂。获得劳动红旗勋章。负责对各种船舶及船上机械、电子附件装备的修理。
苏联初期，达尔扎沃德工厂除了修船，还修理蒸汽机车与铁路车辆，修复钢桥，为滨海州制造锯木业、石油业、煤炭业、渔业的设备。在全苏率先开始焊接造船。远东理工学院成立了焊接系。1927~1932年达尔扎沃德工厂建造了超过700条船，包括小船、拖轮、围网渔船、浮码头、驳船、机帆船等。1930年生产了全苏第一条全焊接船。1931年开始为远东海军建造舰船与潜艇，代号二〇二厂。1941-1945年，除了修船，还掌握了两栖与武器的生产。1945年6月2日，工厂获得列宁勋章。超过300名工人获得勋章与奖章。战后，继续负责军民船只修理。 1982年修理了明斯克号航母。